# DNCE
DNCE és una banda de pop rock dels Estats Units que es va formar el 2015, format per Joe Jonas, Jack Lawless, Cole Whittle i JinJoo Lee.

## Primers anys
El grup va signar amb Republic Records, i van treure el seu primer disc senzill Cake by the Ocean el mes de setembre de 2015. La cançó va tenir força èxit a diversos llocs i va arribar al lloc 18 de la llista Billboard Hot 100 dels Estats Units.
El seu debut en un disc de durada estesa, Swaay (2015), va tenir una recepció positiva entre el públic. Van rebre la primera nominació a un premi per millor artista nou als Kids' Choice Awards de 2016.
Joe Jonas va començar la seva carrera i la fama com a membre dels Jonas Brothers, una banda de Pop rock que va tenir molt èxit en el món de la música. El grup va treure quatre àlbums d'estudi des de 2006 a 2009 i va vendre 17 milions de discos a tot el món.
L'any 2010 Jonas va treure un disc en solitari. Jack Lawless es va reunir per primer cop amb Jonas quan actuava en l'acte d'obertura de la gira dels Jonas Brothers al Marvelous Party Tour l'any 2007.

### Formació
La idea de DNCE es va formar quan Jonas y Lawless vivien plegats, tot i que el projecte va quedar en suspens a causa dels horaris de tots dos.Jonas va començar a treballar amb el compositor Justin Tranter, de Semi Precious Weapons per l primer àlbum. Així Jonas i Whittle es van fer amics i, així, es va idear el grup. El grup es diu DNCE perquè és el nom d'una cançó escrita per al primer àlbum que parla d'estar massa borratxo per escriure la paraula "dance".
El grup va començar a fer espectacles secrets a Nova York amb la finalitat d'assajar la seva propera gira i les actuacions de promoció. La banda va crear un compte oficial d'Instagram el setembre de 2015; Joe va publicar un vídeo teaser de la banda en el seu compte i va etiquetar com a pàgina oficial de la banda el 10 de setembre de 2015.

## Carrera musical
El grupo va treure el seu primer senzill, "Cake by the Ocean", el 18 de setembre de 2015. El 23 d'octubre de 2015 van publicar el primer disc de llargada estesa. L'àlbum consta de quatre pistes i va rebre una crítica positiva "amb espectacles d'escriptura semtnal que divideix la diferència entre el power pop, barreja de l'antiga banda [Joe] i els estils electro del seu àlbum en solitari. La banda va iniciar una gira el 14 de novembre de 2015, amb el nom de Greatest Tour Ever.

## Membres
- Joe Jonas – veu (2015-fins ara)
- Jack Lawless – bateria (2015-fins ara)
- Cole Whittle – baix elèctric i teclat (2015-fins ara)
- JinJoo Lee – guitarra (2015-fins ara)